# Lytocarpia myriophyllum
Lytocarpia myriophyllum är en nässeldjursart som först beskrevs av Carl von Linné 1758.  Lytocarpia myriophyllum ingår i släktet Lytocarpia och familjen Aglaopheniidae. Arten är reproducerande i Sverige. Inga underarter finns listade i Catalogue of Life.